# Dia i nit
Dia i nit (títol original en danès, Dag & nat; distribuïda en anglès com a The Shift) és una sèrie de televisió dramàtica danesa, que es va emetre a TV 2 a partir del 29 de maig de 2022. S'ha doblat i subtitulat al català per a TV3, que va estrenar-la l'1 de juny de 2025. Anteriorment, s'havia subtitulat en català pel Serielizados Fest de 2022.
Va ser creada per Lone Scherfig, que també va dirigir-ne dos episodis, mentre que Søren Balle i Ole Christian Madsen van dirigir tres episodis cadascun.
A partir del novembre de 2023 es va filmar una segona temporada, sense Gråbøl, però amb dos nous actors principals, Anders W. Berthelsen com a Lasse i Ann Eleonora Jørgensen com a Linda. L'acció està ambientada dos anys més tard a la sala de pediatria del mateix hospital.

## Argument
La primera temporada de vuit episodis està ambientada en una sala de maternitat amb poc personal d'un hospital que s'enfronta a les retallades i que es tradueix en una sobrecàrrega del personal i una atenció problemàtica als pacients.

## Repartiment
- Sofie Gråbøl com a Ella, llevadora en cap de la maternitat.[1]
- Pål Sverre Hagen com a Gjermund "Jerry", obstetre noruec
- Marijana Jankovic com a Louise, llevadora
- Sara Hjort Ditlevsen com a Tine, llevadora resident
- Afshin Firouzi com a Milad, ginecòleg[5]
- Mette Agnete Horn com a Trille, treballadora social
- Mattias Nordkvist com a Jacob, anestesiòleg
- Nicolai Jørgensen com a Frederik, anestesiòleg resident
- Adam Brix com a Michael, administrador de l'hospital
- Charlotte Munck com a Marianne, llevadora
- Laura Ljungdahl com a Benedikte, llevadora
- Patrick A. Hansen com a Vilhelm, llevador resident
- Birthe Neumann com a Vivi, infermeria i mare de l'Ella
- Ole Opsal Stavrum com a Torbjørn, fill del Jerry
- Zelma Feldman Lewerissa com a Tara, filla del Milad
- Signe Thielsen com a Aamina, treballadora de l'hospital
- Marie-Lydie Melono Nokouda com a Lily